# Chiesi Farmaceutici
Chiesi Farmaceutici S.p.A. er en italiensk medicinalvirksomhed, som blev grundlagt i 1935 og har ca. 3.500 medarbejdere med i hovedsæde i Parma)
virksomheden havde en omsætning på 749 millioner € (2008) hvilket er en stigning på 14,1% i forhold til 2007.

## Patenter
Firmaet har 550 patenter internationalt og beskæftiger omkring 300 videnskabsfolk i forskningscentre i Parma, Paris og Rockville i USA.

## Produkter
Produkterne er primært indenfor neurologi, infektion og luftvejssygdomme.

## Prisstigninger
I 2014 fik Chiesi eneret til at markedsføre en form for medicin, der hjælper for tidligt fødte spædbørn med at trække vejret. Pga. dette monopol er priserne på dette præparat steget med hele 4000 %. Fordi det er meget almindeligt, at for tidligt fødte børn har svært ved at trække vejret selv, skal mange af disse børn have det såkaldte koffeincitratspræparat. Chiesi har udnyttet en del af lovgivningen, der havde til hensigt at "tilgodese de firmaer, der har store udgifter forbundet med udviklingen af lægemidler." Men Chiesi har ikke selv udviklet, denne form for medicin, som ifølge dr.dk er relativt simpel at fremstille. Denne eneret har firmaet i 10 år på et europæiske marked og pga. denne eneret, kan Chiesi holde andre firmaer væk og dermed opnå et monopol. Prisstigningen, som Chiesi har lavet, betyder, at fem "ampuller med 100 milligram koffeincitrat 800 kroner. Før kunne samme mængde koffeincitrat købes til 20 kroner." Fordi at denne form for medicin er livsvigtig for disse børn, er i hvert fald én afdeling i Danmark nødsaget til at bruge en halv million årligt af deres medicinbudget på dette præparat, hvor afdelingen før bruge omtrent 20.000 kr. årligt. Dette er ud af et medicinbudget på ca. en million kroner. Firmaet ønsker dog ikke at fortælle, hvorfor de har sat prisen op, selvom firmaet ikke selv har stået for at udvikle præparatet.

## Ekstern henvisning
- Chiesis officielle internationale hjemmeside (på engelsk) Arkiveret 1. oktober 2010 hos  Wayback Machine

| Italien | Spire Denne artikel om et firma eller en virksomhed i Italien er en spire som bør udbygges. Du er velkommen til at hjælpe Wikipedia ved at udvide den. |